# 福地曠昭
福地 曠昭（ふくち ひろあき、1931年2月28日 - 2018年7月5日）は日本の政治運動家。
1931年2月28日、沖縄県大宜味村喜如嘉生まれ。
沖縄教職員会政経部長だった1967年3月29日、暴力団「東亜友愛事業協同組合」沖縄支部の組員2人に那覇市内の路上で刺され、2カ月の重傷を負った。
本土復帰運動を担い、平和運動を支えるなど、戦後沖縄史と重なる人生だった。
沖縄人権協会理事長や沖縄戦記録フィルム1フィート運動の会代表、沖教組委員長、原水協理事長、教育振興会事務局長、県国際交流財団副理事長、県精神保健福祉協会長などを歴任した。
2018年7月5日午前1時3分、沖縄市内の病院で死去した。87歳。

## 著書
- 『基地と人権―沖縄の選択』〈同時代社〉1999年4月。ISBN 4886834159。
- 『沖縄史を駆け抜けた男』＜同時代社＞、2000年10月。ISBN 4886834353